# 孝子駅 (慶尚北道)
孝子駅（ヒョジャえき）は、大韓民国慶尚北道浦項市南区にある韓国鉄道公社（KORAIL）の駅である。現在、当駅を経由する旅客列車は存在しない。

## 駅構造
1面2線の島式ホーム。

## 歴史
- 1927年7月15日：朝鮮鉄道慶東線扶助 - 浦項間に新設開業。
- 1928年7月1日：買収に伴い朝鮮総督府鉄道東海中部線の駅となる。
- 1936年12月1日：路線編入に伴い東海南部線の駅となる[1]。
- 1944年6月15日：休止。
- 1945年7月10日：営業再開。
- 1948年11月4日：大韓民国建国に伴い交通部の管轄となる。
- 1963年1月12日：鉄道庁の管轄となる。
- 2005年1月1日：鉄道庁の公社化に伴い韓国鉄道公社の駅となる。
- 2013年11月7日：釜山鎮起点121.2kmに変更[2]。
- 2015年4月2日：旅客取扱中止。
- 2016年4月29日：釜山鎮起点138.5kmに変更[3]。
- 2021年12月28日：槐東線の起点が当駅から扶助駅に変更[4]。

## 隣の駅
韓国鉄道公社
槐東線（貨物線）
扶助駅 - 孝子駅 - 槐東駅